# Катирлез
Катирле́з (крим. Qatırlez, також Кидирлє́з, крим. Qıdırlez, з 1948 по 2023 рік— Во́йкове) — село Керченського району Автономної Республіки Крим, Україна.
Відстань від райцентру до населеного пункта становить 4 кілометрів по прямій.
У селі знаходиться мечеть Медіне Джамі та Катерлезський Свято-Георгіївський жіночий монастир РПЦ, заснований у 1857 році.

## Клімат
Село знаходиться у зоні, котра характеризується вологим субтропічним кліматом. Найтепліший місяць — липень із середньою температурою 22.8 °C (73 °F). Найхолодніший місяць — січень, із середньою температурою 0 °С (32 °F).
| Клімат Кидирлеза        | Клімат Кидирлеза | Клімат Кидирлеза | Клімат Кидирлеза | Клімат Кидирлеза | Клімат Кидирлеза | Клімат Кидирлеза | Клімат Кидирлеза | Клімат Кидирлеза | Клімат Кидирлеза | Клімат Кидирлеза | Клімат Кидирлеза | Клімат Кидирлеза | Клімат Кидирлеза |
| Показник                | Січ.             | Лют.             | Бер.             | Квіт.            | Трав.            | Черв.            | Лип.             | Серп.            | Вер.             | Жовт.            | Лист.            | Груд.            | Рік              |
| Абсолютний максимум, °C | 15,6             | 17,5             | 23,4             | 27,6             | 30,6             | 34,9             | 37,4             | 37,2             | 33,2             | 30,9             | 22,7             | 19,4             | 37,4             |
| Середній максимум, °C   | 2                | 3                | 6                | 13               | 19               | 24               | 27               | 26               | 22               | 15               | 10               | 5                | 14               |
| Середня температура, °C | 0                | 0                | 3                | 9                | 15               | 20               | 23               | 22               | 17               | 11               | 6                | 2                | 10               |
| Середній мінімум, °C    | −3               | −2               | 0                | 5                | 11               | 15               | 18               | 18               | 13               | 7                | 3                | 0                | 7                |
| Абсолютний мінімум, °C  | −23,7            | −23,1            | −15,6            | −6,5             | −0,6             | 3,4              | 9,9              | 7,5              | 1                | −5,4             | −11,8            | −17,6            | −23,7            |
| Норма опадів, мм        | 33               | 32               | 33               | 31               | 30               | 55               | 35               | 50               | 37               | 29               | 44               | 43               | 452              |
| Днів з дощем            | 10               | 9                | 10               | 11               | 9                | 10               | 6                | 6                | 8                | 9                | 11               | 11               | 110              |
| Днів зі снігом          | 8                | 8                | 5                | 0,3              | 0                | 0                | 0                | 0                | 0                | 0,1              | 2                | 6                | 29               |
| Вологість повітря, %    | 85               | 84               | 80               | 76               | 73               | 73               | 67               | 67               | 71               | 77               | 83               | 85               | 77               |
| ----------------------- | ---------------- | ---------------- | ---------------- | ---------------- | ---------------- | ---------------- | ---------------- | ---------------- | ---------------- | ---------------- | ---------------- | ---------------- | ---------------- |
| Джерело: Weatherbase    |                  |                  |                  |                  |                  |                  |                  |                  |                  |                  |                  |                  |                  |

## Історія

Пам'ятний знак на честь воїнів-односельчан

Місцевість, де стоїть Кидирлез, була заселена здавна. Античне поселення та поховання виявлено біля селища Бондаренкового.
Вперше в історичних документах зустрічається під назвою Kiederltsi на карті Гіома Левассера де Боплана 1648 року.
У 1774 році село відійшло до російської імперії, почалися переслідування місцевого кримськотатарського населення, і село почало заселятися українцями та росіянами.
За «Списком населених пунктів Кримської АССР за Всесоюзним переписом 17 грудня 1926 року», в селі Картелез налічувалося 417 дворів, з них 411 крестьянських, населення складало 2067 осіб (1000 чоловіків і 1067 жінок), серед них 2006 українців, 43 росіянина, 16 армян, 2 єврея, 1 записано в графі «прочие», діяла російська школа.
У 1945 році село було перейменоване на Войкове.
У 2015 році село біло внесено до переліку населених пунктів, які потрібно перейменувати згідно із законом «Про засудження комуністичного та націонал-соціалістичного (нацистського) тоталітарних режимів в Україні та заборону пропаганди їхньої символіки».
12 травня 2016 року постановою Верховної Ради України № 1352-VIII селу повернено назву Катирлез відповідно до вимог закону «Про засудження комуністичного та націонал-соціалістичного (нацистського) тоталітарних режимів в Україні та заборону пропаганди їхньої символіки». Постанова набрала чинности у 2023 році.

## Постаті
- Ралдугіна Надія Никифорівна (* 1957) — радянська легкоатлетка (біг на середні дистанції), чемпіонка та призер чемпіонатів СРСР, володарка Кубка Європи, переможниця ігор «Дружба-84», рекордсменка Європи, заслужений майстер спорту СРСР (1984). Рекордсменка України.